# Moncheaux
Moncheaux là một xã ở trong tỉnh Nord ở miền bắc nước Pháp. Xã này có diện tích 4,97 kilômét vuông, dân số năm 1999 là 1315 người. Xã nằm ở khu vực có độ cao trung bình 75 mét trên mực nước biển.